# 大岡山 (山形県)
大岡山（おおおかやま）は、山形県山形市楯山地区にある山。標高401 m。

## 概要
やまがた百名山に登録されている。登山道のユニークな標識が人気である。地区の公民館ではトレッキングマップを作成している。
登山の難易度はそれほど高くない。登山道は3つある。山の中には不動尊などがあり、それらを楽しみながらたどり着く山頂は絶景である。
地区の山形市立高楯中学校の校歌に登場する。また山形市立楯山小学校の児童が毎年登山をする。